# Музей «Замок у Мальборку»

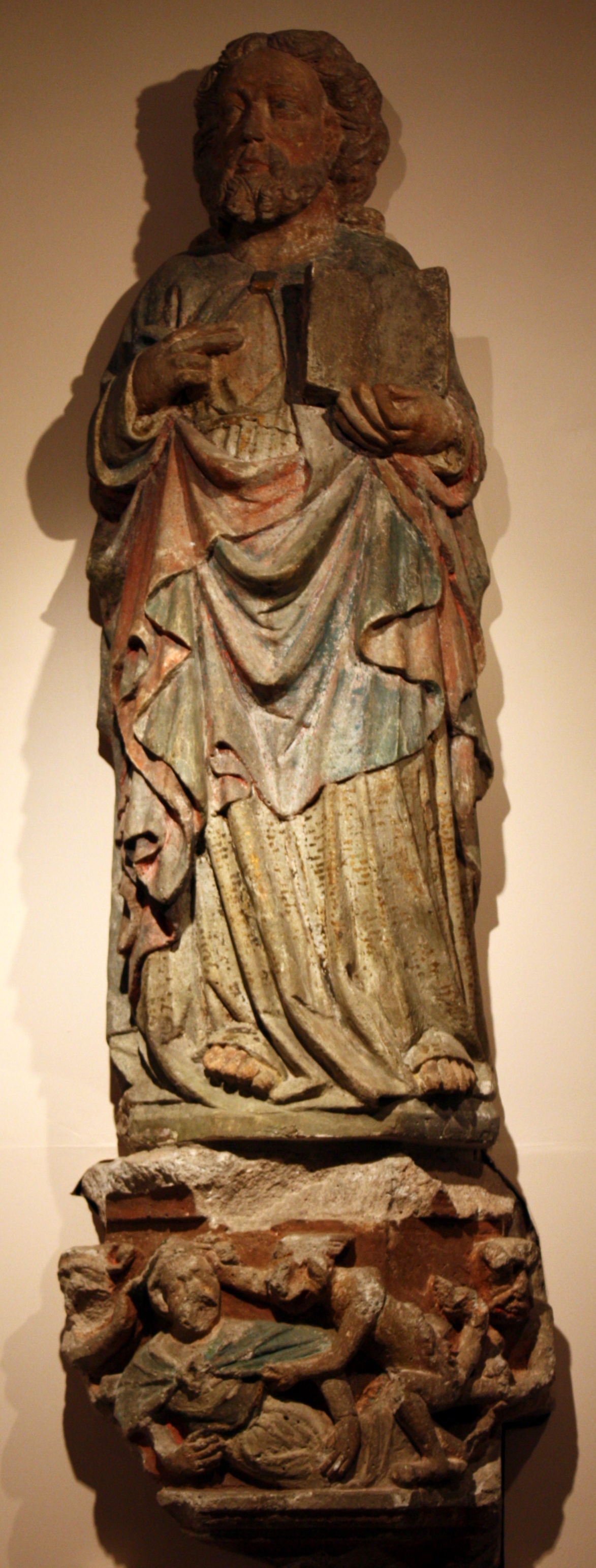
Колекція архітектурних деталей: фігура апостола на консолі замкової церкви у Мальборку

Музей-замок у Мальборку (пол. Muzeum Zamkowe w Malborku) — польський музей історично-мистецького характеру, утворений 1 січня 1961 року. Зареєстрований в Державному реєстрі музеїв. Розташований в історичному замку хрестоносців у Мальборку, де зібрано понад 40 000 музейних одиниць, головним чином витворів скульптури, живопису і народних художніх промислів.
У 2017 році музей відвідали 638 963 особи, зокрема 153 129 іноземних туристів, а у 2019 році – 805 201 особа.
У 2011 році музей був нагороджений Срібною медаллю за заслуги перед культурою – Gloria Artis.

## Історія музею
Новим етапом в історії Мальборзького замку стало створення на його території музею, що мав на меті відродження колишньої величі комплексу після значних руйнувань, завданих під час Другої світової війни. У післявоєнні роки замок також зазнав втрат через мародерство.
Спочатку об’єкт перебував під наглядом Музею Війська Польського, згодом — Польського туристично-екскурсійного товариства. Наприкінці 1950-х років було утворено Громадський комітет з реконструкції замку, який ініціював створення музейного осередку в межах відбудованої споруди.
Офіційно Музей Мальборзького замку був заснований 1 січня 1961 року як центральна державна установа, що безпосередньо підпорядковується Міністерству культури та національної спадщини Польщі. На момент заснування тривала масштабна реконструкція замкового комплексу, з акцентом на збереження середньовічних архітектурних елементів і відновлення автентичних інтер’єрів — ці роботи тривають і сьогодні.
Первісна колекція музею складалася здебільшого з архітектурних фрагментів, скульптур і художніх виробів, врятованих з-під завалів. Згодом музейна збірка значно зросла — нині вона налічує близько 40 000 одиниць зберігання. Окрім цінної колекції готичного мистецтва, експозиція включає арсенал, нумізматичні матеріали та бурштинові вироби.
Музей став важливим науково-культурним осередком. Він веде дослідницьку діяльність у сфері археології, історії та мистецтвознавства. Археологи зосереджуються на вивченні доісторичного минулого регіону дельти Вісли, а історики — на тематиці Тевтонського ордену, історії замку й міста Мальборк. Мистецтвознавчі дослідження охоплюють як музейну колекцію, так і ширше мистецтво та культуру Старої Пруссії, зокрема питання охорони культурної спадщини.
Культурна діяльність музею включає організацію тематичних виставок, що висвітлюють історію замку та ордену, а також проведення концертів, презентацій, культурних заходів і вистав просто неба, які інтегруються в готичну архітектуру замкового простору. Однією з давніх традицій музею є проведення Міжнародної бієнале сучасного екслібрису, започаткованої ще на початку 1960-х років.
Серед визначних подій в історії музею — ювілейні виставки 2010 року (до 600-річчя Грюнвальдської битви) та 2011 року (до 50-річчя створення музею), зокрема виставки: *«Художні основи держави Тевтонського ордену»* та *«Crème de la crème. Найцінніші коштовності Мальборкського музею»*.

## Колекції музею
Колекції Музею замку Мальборк, що налічують близько 40 000 експонатів, поділяються на 21 тематичний розділ. Вони охоплюють археологічні артефакти, мистецькі твори, історичні предмети побуту та військового призначення, а також документи й іконографіку, пов’язані з історією замку та його околиць.

### Археологічні та архітектурні збірки
Археологічна майстерня зосереджена на дослідженні території замку та сусідніх земель колишньої Помезанії, Погезанії та Вармії. У колекції — предмети побуту, зброя, прикраси від неоліту до раннього Середньовіччя. Розкопки охоплюють площу понад 20 га.
Колекція архітектурних деталей виникла під час реставрації замку Конрадом Штайнбрехтом. Представлені фрагменти колон, капітелей, карнизів, замкових каменів і скульптур.

### Мистецтво та ремесла
Скульптура: готичні кам’яні та дерев’яні фігури, зокрема фігура Христа з Гефсиманського саду (бл. 1390), герма-релікварій (1350), триптих Тенкіт (1504).
Живопис: твори європейських митців XVI–XVII ст., зокрема Франса Франкена, а також ескіз Яна Матейка до «Грюнвальдської битви».
Вітражі: зразки XIX–XX ст., зокрема роботи Газельбергера, Лаутербаха, Бурмана.
Кераміка та плитка: вироби з фаянсу, майоліки, порцеляни, а також кахлі XVIII–XIX ст. і делфтські плитки.
Художнє скло: сучасні твори польських майстрів.
Меблі: переважно готичні копії періоду історизму, а також оригінали епох Відродження та бароко.
Текстиль — гобелени XVII ст. з Оденайда й Антверпена, кунтушеві пояси зі Слуцька, сучасні тканини.
Бурштинова колекція: понад 700 природних зразків та вироби з античності до сьогодення. Зокрема скриньки Крістофера Маухера й твори гданських майстерень.

### Історичні пам’ятки

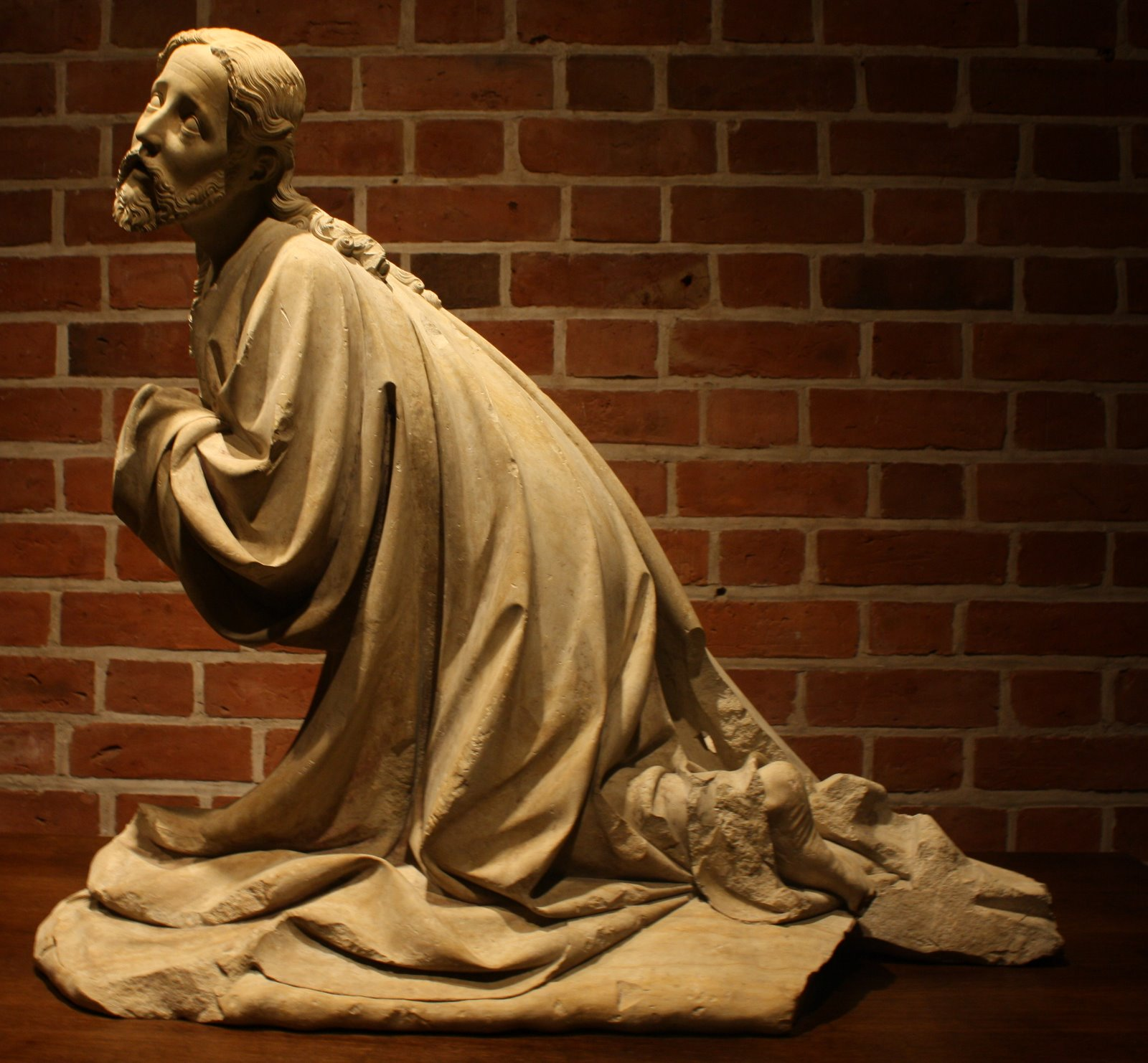
Колекція скульптур: Христос молиться в Гетсиманському саду – фігура з церкви Св. Івана Хрестителя в Мальборку

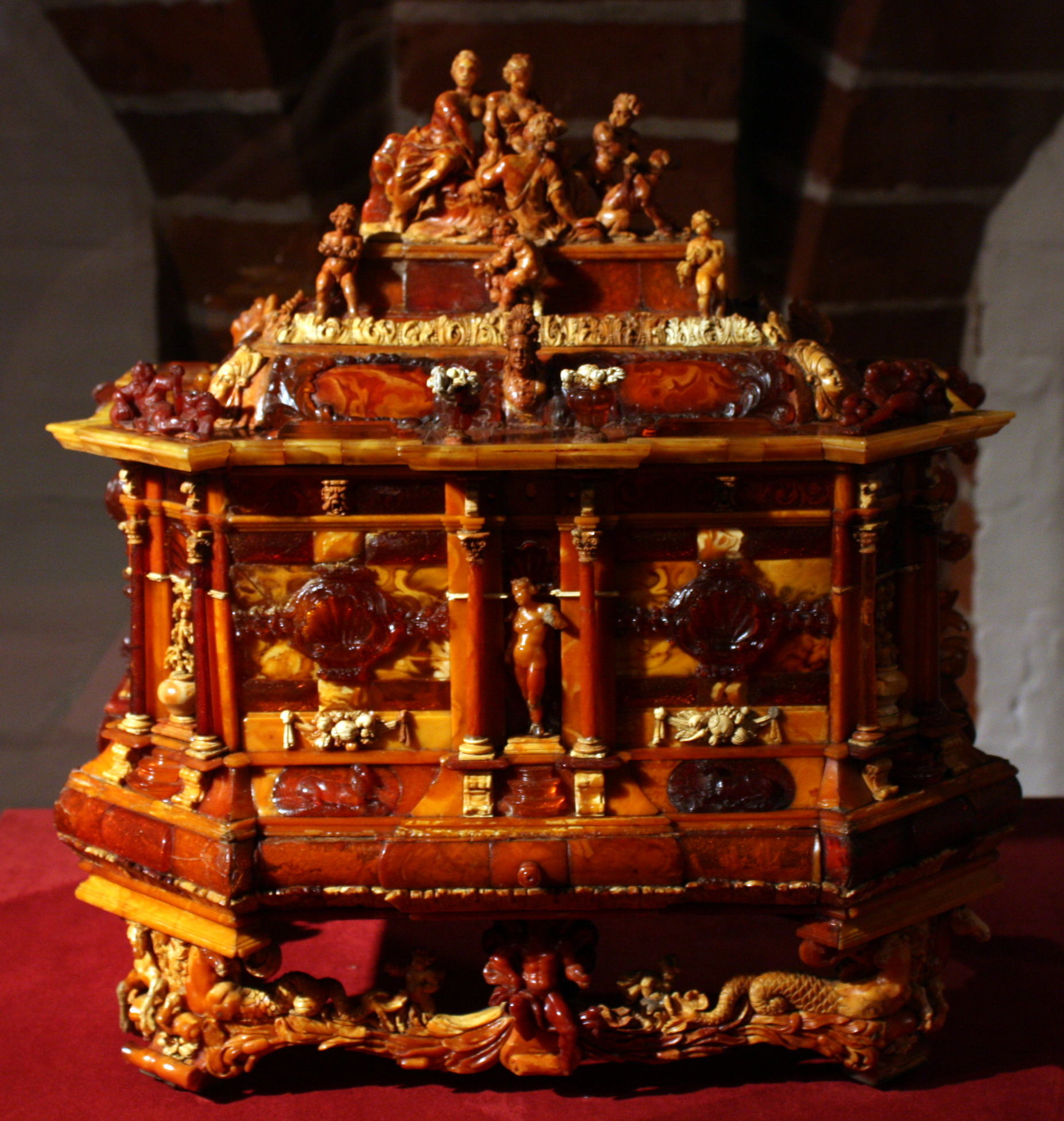
Колекція бурштину: Скринька Крістофера Мошера, Гданськ, кінець XVII ст.

Мілітарії: середньовічна зброя, обладунки, реконструкції тевтонського озброєння, стрілецьке спорядження.
Надгробки й пам’ятники: 32 пам’ятки, зокрема надгробки Великих магістрів, менонітські епітафії.
Історичні метали: ювелірні вироби, дзвони, гармати, замки, ключі, монстранції, хрести-релікварії.
Нумізматика: монети Речі Посполитої, медалі, нотгельди, дукати-бабки, гаманці та скарбнички XIX–XX ст.
Пам’ятки техніки: наймолодший відділ (з 2003 року), містить млин, вітряк, жорна X–XI ст.

### Документація та друк
Зала друку: гравюри XVI–XIX ст., зображення замку, польських королів, краєвиди міст.
Історична документація: архівні документи, карти Пруссії, фотографії, креслення, зокрема роботи Штайнбрехта.
Альбоми реконструкції: матеріали про реставраційні роботи замку після 1945 року.
Колекція екслібрисів: понад 20 000 робіт, зібраних у рамках Міжнародної бієнале сучасного екслібрису, що проводиться з 1963 року.

### Мальборіана та бібліотека
Мальборіана: предмети повсякденного вжитку, документи та сувеніри, що ілюструють суспільне сприйняття замку у XIX–XX ст.
Бібліотека функціонує з 1961 року. Має науковий профіль, обслуговує співробітників музею, дослідників, студентів і мешканців. Включає спеціалізовану літературу з історії, археології та мистецтвознавства.
Колекції Музею замку Мальборк відображають не лише багатовікову історію Тевтонського ордену та регіону, а й становлять цінне джерело для наукових досліджень і культурного розвитку.